# Stephan Hobe
Stephan Hobe (* 11. Dezember 1957 in Bremen) ist ein deutscher Rechtswissenschaftler und Hochschullehrer.

## Leben
Hobe studierte an den Universitäten in München, Freiburg und Göttingen, wo er 1984 das Erste Staatsexamen ablegte. 1985 ging er an die McGill University in Montreal und beschäftigte sich am Institute of Air and Space Law mit dem Luft- und Weltraumrecht. In Montreal erwarb er 1987 den Titel eines Master of Laws. 1988 bestand er in Kiel das Zweite Staatsexamen und promovierte 1992 an der Universität Kiel mit der Arbeit „Die rechtlichen Rahmenbedingungen der wirtschaftlichen Nutzung des Weltraums“.
Von 1990 bis 1992 arbeitete er bei der Deutschen Agentur für Raumfahrtangelegenheiten in Bonn und anschließend am Walther-Schücking-Institut für internationales Recht in Kiel. Dort habilitierte er 1996 zum Thema „Der offene Verfassungsstaat zwischen Souveränität und Interdependenz“.
1997 wurde er an der Universität zu Köln zum Professor für öffentliches Recht, Völkerrecht und Europarecht ernannt und hatte dort ab 1998 den Jean-Monnet-Lehrstuhl inne. Seit 2001 leitet er das Kölner Institut für Luft- und Weltraumrecht. Er ist Inhaber des Lehrstuhls für Völkerrecht, Europarecht, europäisches- und internationales Wirtschaftsrecht.
Hobe ist Mitglied der International Academy of Aeronautics and Astronautics (IAAA), Mitglied des Direktoriums des International Institute of Space Law und des European Centre for Space Law. Er ist Berichterstatter des Weltraumausschusses der International Law Association (ILA), Vorstandsmitglied der Deutschen Vereinigung für Internationales Recht, Mitglied der Commission on Transport and Logistics der Internationalen Handelskammer, Mitglied der European Air Law Association, Mitglied des Rates der Deutschen Gesellschaft für Völkerrecht und Mitglied der Academie de l’Air et de l’Espace. 2016 wurde er als ordentliches Mitglied in die Academia Europaea aufgenommen. 2018 wurde ihm von der Universität Sofia ein Ehrendoktortitel verliehen.

## Schriften (Auswahl)
- Einführung in das Völkerrecht. 9. Auflage. Leske + Budrich, 2008, ISBN 978-3-8252-0469-3.
- Europarecht. 6. Auflage. Heymanns, 2011, ISBN 978-3-8006-3868-0.
- Kölner Kompendium des Luftrechts. Heymanns, 2008/09, ISBN 978-3-452-26666-8 und ISBN 978-3-452-26667-5.
- Die Auswärtige Gewalt – Tendenzen zur Föderalisierung und Parlamentarisierung. In: JA. 28. Jg. (1996), S. 818–823.